# Cornelia Bürki
Cornelia Bürki (née le 3 octobre 1953 à Humansdorp en Afrique du Sud) est une athlète suisse spécialiste du demi-fond. Élue sportive suisse de l'année 1978, elle détient encore le record de Suisse du 2 000 mètres en 5 min 35 s 59.

## Biographie

### Palmarès
| Date | Compétition                            | Lieu            | Résultat | Épreuve    | Performance   |
| ---- | -------------------------------------- | --------------- | -------- | ---------- | ------------- |
| 1976 | Championnats d'Europe en salle         | Munich          | 6e       | 1 500 m    | 4 min 22 s 00 |
| 1977 | Championnats d'Europe en salle         | Saint-Sébastien | 4e       | 1 500 m    | 4 min 16 s 8  |
| 1977 | Championnats du monde de cross-country | Düsseldorf      | 10e      | Cross long | 18 min 02 s   |
| 1978 | Championnats du monde de cross-country | Glasgow         | 5e       | Cross long | 17 min 13 s   |
| 1978 | Championnats d'Europe                  | Prague          | 8e       | 1 500 m    | 4 min 04 s 4  |
| 1978 | Championnats d'Europe                  | Prague          | 6e       | 3 000 m    | 8 min 46 s 1  |
| 1982 | Championnats d'Europe                  | Athènes         | 11e      | 3 000 m    | 8 min 55 s 67 |
| 1983 | Championnats du monde                  | Helsinki        | 10e      | 1 500 m    | 4 min 11 s 61 |
| 1983 | Championnats du monde                  | Helsinki        | 11e      | 3 000 m    | 8 min 53 s 85 |
| 1984 | Jeux olympiques d'été                  | Los Angeles     | 5e       | 3 000 m    | 8 min 45 s 20 |
| 1985 | Championnats du monde de cross-country | Lisbonne        | 5e       | Cross long | 15 min 38 s   |
| 1986 | Championnats d'Europe                  | Stuttgart       | 8e       | 1 500 m    | 4 min 05 s 31 |
| 1986 | Championnats d'Europe                  | Stuttgart       | 7e       | 3 000 m    | 8 min 44 s 44 |
| 1987 | Championnats du monde de cross-country | Varsovie        | 7e       | Cross long | 17 min 08 s   |
| 1987 | Championnats du monde                  | Rome            | 4e       | 1 500 m    | 3 min 59 s 90 |
| 1987 | Championnats du monde                  | Rome            | 4e       | 3 000 m    | 8 min 40 s 31 |
| 1988 | Jeux olympiques d'été                  | Séoul           | 11e      | 3 000 m    | 8 min 48 s 32 |

### Records
| Épreuve      | Performance   | Lieu    | Date             |
| ------------ | ------------- | ------- | ---------------- |
| 1 500 mètres | 3 min 59 s 90 | Rome    | 5 septembre 1987 |
| 2 000 mètres | 5 min 35 s 59 | Londres | 11 juillet 1986  |
| 3 000 mètres | 8 min 38 s 71 | Londres | 20 juillet 1985  |